# سرگته (شهرستان تاق‌تاگل)
سرگته (به لاتین: Sargata) یک روستا در قرقیزستان است که در استان جلال‌آباد واقع شده‌است. سرگته ۲٬۴۴۱ نفر جمعیت دارد و ۱٬۰۵۷ متر بالاتر از سطح دریا واقع شده‌است.